# Вишній Комарник
Вишній Комарник (словац. Vyšný Komárnik) — село в Словаччині, Свидницькому окрузі Пряшівського краю. Розташоване в північно-східній частині Словаччини на кордоні з Польщею. На північ від села знаходиться Дуклянський перевал і пункт пропуску Вишній Комарник- Барвінок (пол. Barwinek).
Уперше згадується у 1600 році. Під час Другої світової війни тут відбулися запеклі бої — Карпатсько-Дуклянська операція в рамках Східно-Карпатської операції між німецькими і радянськими військами з великими жертвами. З цієї причини навколишня територія названа Долиною смерті, в околиці є багато військових цвинтарів.

## Пам'ятки
У селі є греко-католицька дерев'яна церква святих Кузьми та Дем'яна (лемківського типу) з 1924 року, збудована на місці старшої дерев'яної церкви з 1700 року знищеної під час Першої світової війни.
Над селом біля кордрну є Ареал Дуклянського поля битви з пам'ятником полеглим бійцям 1 Чехословацького корпусу —  національна культурна пам'ятка.

## Населення
| Рік:            | 1993 | 2003    | 2013    | 2023    |
| --------------- | ---- | ------- | ------- | ------- |
| Кількість осіб: | 74   | 78      | 72      | 68      |
| Різниця:        |      | +5,40 % | -7,69 % | -5,55 % |

| Рік:            | 2022 | 2023    |
| --------------- | ---- | ------- |
| Кількість осіб: | 69   | 68      |
| Різниця:        |      | -1,44 % |

В селі проживає 69 осіб.
Національний склад населення (за даними останнього перепису населення — 2001 року):
- словаки — 76,47 %
- русини — 18,82 %
- чехи — 3,53 %
- українці — 1,18 %

Склад населення за приналежністю до релігії станом на 2001 рік:
- греко-католики — 88,24 %,
- православні  — 2,35 %,
- римо-католики — 2,35 %,
- не вважають себе віруючими або не належать до жодної вищезгаданої церкви- 4,71 %

## Джерела

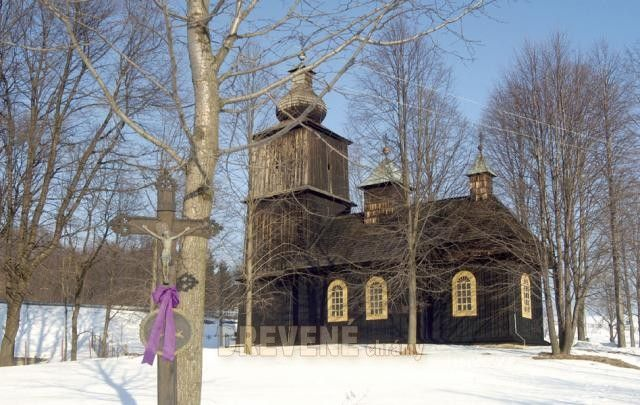
Дерев'яна церква з 1924 р.